# Археопитековые
Археопитековые (лат. Archaeopithecidae) — семейство вымерших млекопитающих подотряда типотериев отряда нотоунгулятов. Обитали в Южной Америке в эоцене.

## Характеристика
Размер тела был небольшим. Занимали ту же экологическую нишу, что и современные зайцы, сурки и вискачи.
Латинское название в буквальном переводе означает «древняя обезьяна». Первоначально палеонтологи рассматривали представителей данного семейства как одного из приматов, однако на деле они относились к совершенно другому отряду — нотоунгулятов. Аналогичным образом получили своё название нотопитеки («южные обезьяны») из семейства Interatheriidae также отряда нотоунгулятов.